# Konstantin Alexeevici Kalinin
Konstantin Alexeevici Kalinin, în rusă: Константин Алексеевич Калинин (Varșovia, 5 februarie 1889 – Voronej, 24 aprilie 1940) a fost un inginer sovietic, proiectant de avioane cu soluții tehnice originale, arestat în timpul Masivei Epurări staliniste, în 1938 și executat după doi ani, în 1940.

## Biografie
Konstantin Alexeevici Kalinin s-a născut la Varșovia, la 5 februarie 1889, pe atunci parte a Imperiului Rus. Primele experiențe în lumea aeronauticii sunt din 1916, an când a devenit pilot militar. La 1 iunie 1920, Kalinin a intrat la Institutul Tehnic pentru Aviație, la Moscova. În 1923 a brevetat aripa cu formă eliptică, iar în 1925 a construit primul său avion, Kalinin K-1 (RBZ-6), un mic monoplan cu aripă înaltă.
În 1926 a fost pus în fruntea unui biroului de proiectări OKB , care se ocupa și cu unele implantări de uzine de construcții aeronautice în Ucraina, în apropiere de Harkov. Îndeosebi, se ocupa de aparate civile, dar proiecta și aparate pentru uz militar. Biroul său tehnic a fost dizolvat în 1938, când inginerul a fost arestat în timpul Marii Epurări staliniste. El a fost executat doi ani mai târziu, în 1940.
A fost reabilitat la 10 august 1955.

## Onoruri
Asteroidul 3347 Konstantin, descoperit  pe 2 noiembrie 1975, de astronoma Tamara Smirnova, a fost denumit în onoarea lui Konstantin Kalinin.